# Referendum sull'indipendenza della Catalogna del 2017
Il referendum sull'indipendenza della Catalogna del 2017 (in catalano ufficialmente referèndum d'autodeterminació de Catalunya) è stato un controverso referendum per l'indipendenza che si è svolto in Catalogna il 1º ottobre 2017 per votare sull'indipendenza della regione.
È stato promosso dalla Generalitat de Catalunya ed è stato istituito da una legge regionale del Parlamento della Catalogna, secondo cui, anche senza raggiungimento del quorum, il voto avrebbe dovuto avere natura vincolante, ma è stato invece contrastato dal governo spagnolo in carica, dato che la Costituzione della Spagna non consente di votare sull'indipendenza di alcuna comunità autonoma spagnola, e la consultazione sarebbe stata quindi incostituzionale. A seguito del ricorso del governo, il Tribunale costituzionale della Spagna ha sospeso cautelativamente, e in seguito dichiarato nulla, la legge di indizione, e ha ordinato il blocco di ogni attività relativa al referendum.
Secondo un sondaggio pubblicato pochi giorni prima del voto, il 61% dei catalani riteneva che il referendum non sarebbe stato comunque una valida base legale per un'eventuale proclamazione d'indipendenza. In un nuovo sondaggio, realizzato un anno dopo, è emerso come per il 68,4% dei catalani intervistati il referendum indipendentista sia stato una consultazione illegittima.

## Storia

### Iniziativa

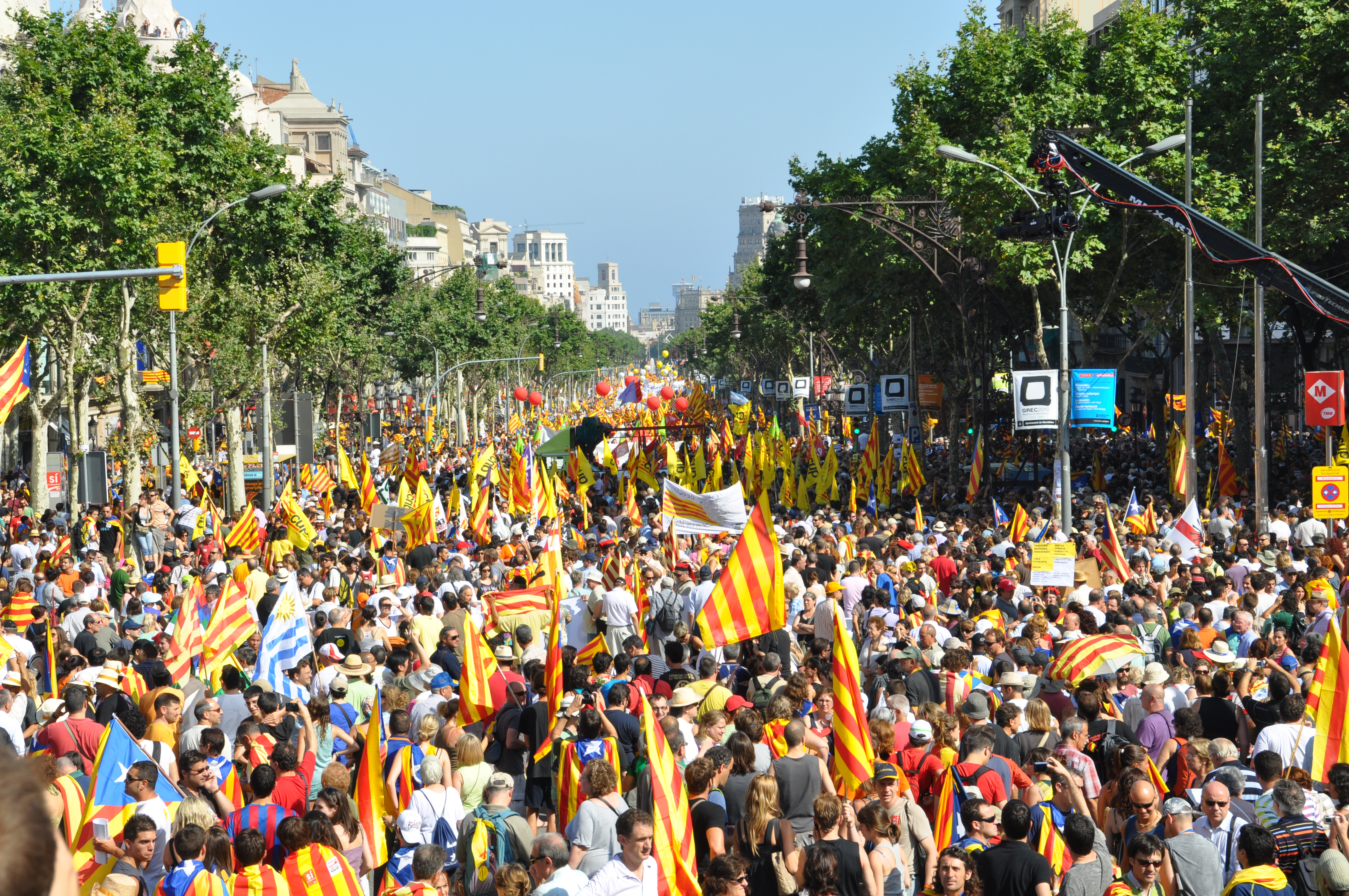
Immagine raffigurante la protesta per l'autonomia catalana del 2010 al Passeig de Gràcia

Il parlamento catalano ha deciso di tenere un nuovo referendum sull'indipendenza dopo la precedente consultazione del 2014 e dopo le dichiarazioni del governo centrale spagnolo su tale consultazione come un processo di partecipazione popolare non vincolante e la sua opposizione ad altre iniziative analoghe.
Il 9 giugno 2017 il presidente della Generalitat de Catalunya, Carles Puigdemont, ha annunciato che il referendum si sarebbe tenuto il 1º ottobre dello stesso anno e che la domanda sulla scheda sarebbe stata "Volete che la Catalogna sia uno Stato indipendente in forma di repubblica?". Puigdemont ha inoltre aggiunto che, a differenza della consultazione del 2014, questo referendum sarebbe stato vincolante anche senza raggiungimento del quorum in quanto strumento "sostenuto da una larga maggioranza politica e sociale" della Catalogna.
Il 6 settembre, al termine di una seduta convocata con una procedura d'urgenza, il parlamento catalano ha approvato la legge regionale istitutiva del referendum con 72 voti a favore (Junts pel Sí e CUP), 11 astenuti (Catalunya Sí que es Pot - Podemos) e nessun voto contrario. I rappresentanti dei partiti contrari al referendum e all'opzione separatista (PP, PSC-PSOE e Ciudadanos), che avevano contestato altresì il ricorso alla procedura d'urgenza insieme a Catalunya Sí que es Pot poiché di fatto impediva qualsiasi dibattito, non hanno partecipato alla votazione, abbandonando l'aula per non dare alcun avallo a un atto considerato illegale. Il presidente Puigdemont ha firmato il decreto, rendendolo esecutivo, appena due ore dopo la sua approvazione da parte del parlamento regionale.

### Reazioni del governo e delle istituzioni spagnole

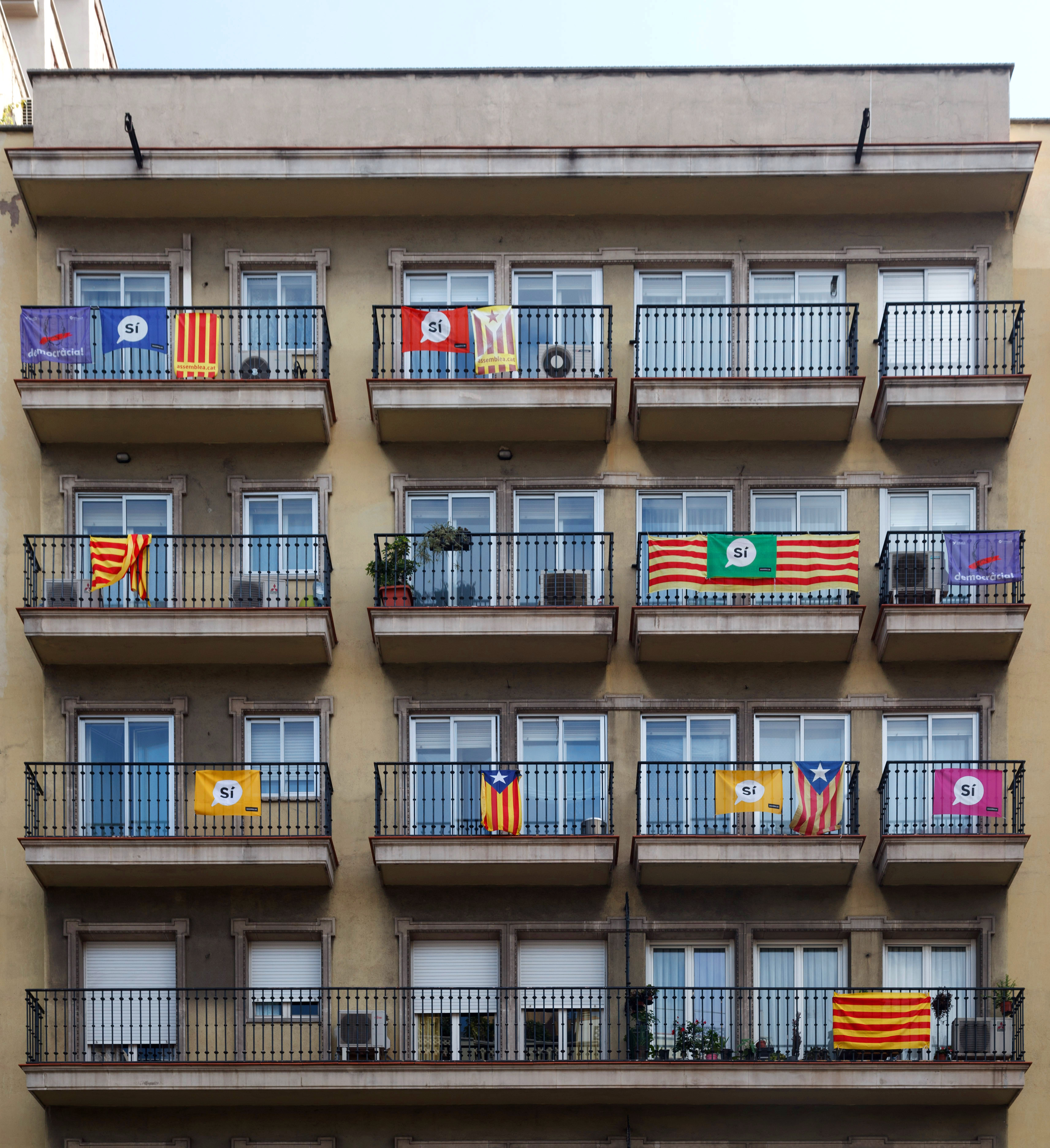
Bandiere indipendentiste esposte nei balconi di Barcellona

Il 7 settembre 2017 il Tribunale costituzionale ha sospeso il referendum e le norme correlate, accogliendo così il ricorso d'urgenza presentato dal governo spagnolo presieduto da Mariano Rajoy che chiedeva l'annullamento per incostituzionalità della legge regionale catalana che ha istituito il referendum. A questa sentenza si è aggiunto l'intervento della Procura Generale (Fiscalía), che ha denunciato per i reati di disobbedienza e prevaricazione Puigdemont e tutti i membri dell'Ufficio di presidenza del Parlamento regionale della Catalogna che hanno approvato la messa all'ordine del giorno della legge istitutiva del referendum e ha ordinato a tutte le forze di polizia, compresi i Mossos d'Esquadra, di impedire ogni tentativo di svolgimento del referendum e di sequestrare urne, materiale di propaganda e computer destinati a questo scopo.
Nella mattinata del 20 settembre 2017 la Guardia Civil nella località di Bigues i Riells ha sequestrato 9 milioni di schede elettorali e altro materiale collegato col referendum. Contemporaneamente, è entrata negli edifici della Generalitat di Barcellona, dove sono avvenuti altri sequestri di materiale elettorale. Nel corso di quest'ultima operazione sono state arrestate 14 persone, di cui molti funzionari pubblici tra cui il segretario generale dell'Economia e Finanza catalana Josep Maria Jové, stretto collaboratore del vicepresidente della Generalitat Oriol Junqueras mentre altre 20 sono state denunciate. La polizia ha anche tentato di entrare nella sede della CUP di Barcellona, senza peraltro riuscirvi a causa dell'opposizione dei militanti che si sono barricati nell'edificio fino a quando alcune ore dopo le forze dell'ordine hanno desistito. Le operazioni di polizia hanno innescato una serie di manifestazioni di protesta spontanee di una parte della popolazione, con vari assembramenti di diverse migliaia di persone in vari punti della città; 40.000 manifestanti (secondo le stime della Guardia Urbana) si sono radunati di fronte alla sede del Dipartimento dell'Economia all'incrocio tra la Rambla de Catalunya e la Gran Via. Altre manifestazioni spontanee si sono verificate anche in altre località della Catalogna e sono proseguite anche nei giorni successivi.. Manifestazioni di solidarietà con la Generalitat si sono svolte anche in 40 città spagnole al di fuori della Catalogna, tra cui Madrid, Valladolid, Santander, Alicante, La Coruña, Bilbao, Saragozza e Valencia.
Il 17 ottobre 2017 il Tribunale costituzionale, deliberando all'unanimità, ha definitivamente dichiarato la nullità della legge regionale istitutiva del referendum, in quanto lesiva della supremazia della Costituzione, della sovranità e dell'indissolubile unità della nazione spagnola.

### Reazioni internazionali
Il presidente del Parlamento europeo Antonio Tajani ha espresso una posizione contraria al referendum, sostenendo che "qualsiasi atto contrario alla Costituzione di uno Stato membro [dell'Unione] è un atto contrario all'Unione europea". Tajani ha aggiunto anche che un'eventuale Catalogna indipendente, in quanto nuovo Stato, sarebbe fuori dall'Unione europea e dovrebbe ricominciare da zero tutto l'iter di adesione previsto per gli stati non membri.
Per quanto riguarda la Commissione europea, il presidente Jean-Claude Juncker ha ribadito la posizione ufficiale secondo la quale il risultato del referendum verrà riconosciuto solo se approvato dal Parlamento spagnolo e dal Tribunale costituzionale, condizione al momento non verificata. La Commissione europea ha confermato la sua posizione a sostegno del governo spagnolo anche dopo l'intervento della polizia negli edifici della Generalitat, respingendo la richiesta di mediazione tra il governo regionale catalano e quello centrale spagnolo avanzata da Carles Puigdemont, precisando che tale richiesta potrebbe essere accolta solo se proveniente dal premier Mariano Rajoy e ponendo come precondizione il ritorno al rispetto della Costituzione e dell'ordinamento giuridico spagnoli.
La cancelliera tedesca Angela Merkel ha dichiarato che "il governo tedesco ha un grande interesse che la Spagna mantenga la sua stabilità ed è importante che tutti i livelli istituzionali rispettino la legge e naturalmente la Costituzione spagnola". Il Segretario generale delle Nazioni Unite António Guterres non ha riconosciuto gli organi elettorali proposti per lo svolgimento del referendum del 2017, senza entrare nel merito in quanto "questione interna allo Stato spagnolo". Il precedente segretario generale Ban Ki-moon già nel 2015 aveva dichiarato che la Catalogna non poteva appellarsi al diritto di autodeterminazione dei popoli perché ciò vale solo per territori coloniali o occupati, condizione non verificata nello specifico. Di conseguenza, in caso di svolgimento, il risultato del referendum non potrebbe godere del riconoscimento internazionale.
Heather Nauert, portavoce del Dipartimento di Stato degli Stati Uniti d'America, ha definito il referendum un "affare interno" ("Non vogliamo interferire in questioni nazionali e lasciamo che siano il governo e il popolo locali a trovare una soluzione") e, pur ammettendo di non avere familiarità con l'intera vicenda, ha aggiunto che "lavoreremo col governo o le altre entità risultanti" dall'esito del referendum. Successivamente anche Noel Clay, altro portavoce del Dipartamento di Stato, ha ribadito che la posizione del governo degli Stati Uniti è che il referendum è un affare interno della Spagna.

### Esiti della consultazione

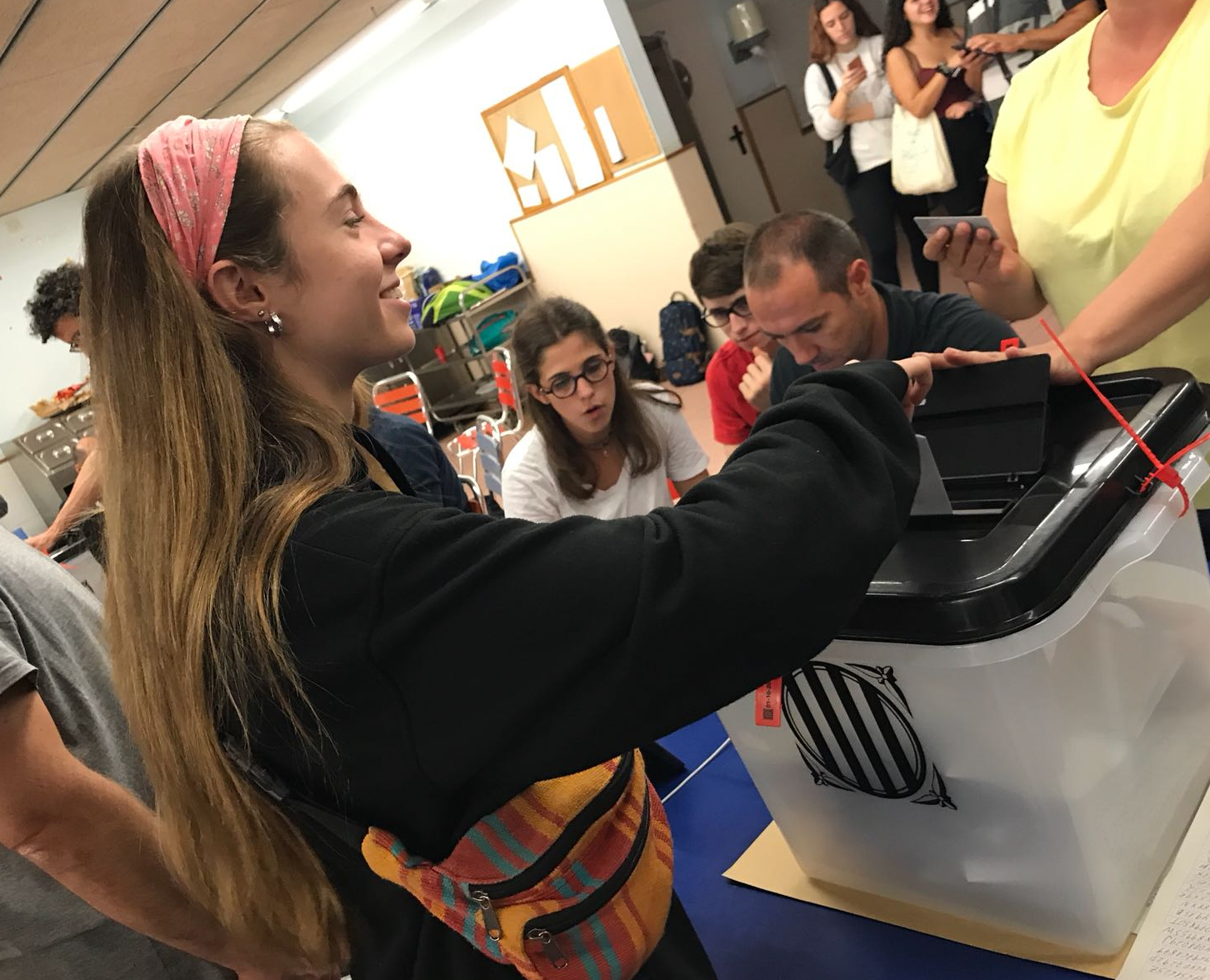
Istantanea delle operazioni di voto

La giornata elettorale del 1º ottobre si è risolta in un braccio di ferro tra il governo centrale, che ha mobilitato le forze di polizia per impedire un voto considerato illegale, e il governo regionale catalano che ha comunque cercato di consentire la consultazione. Questo ha provocato diversi scontri tra la polizia e i cittadini recatisi alle urne (per dettagli vedi sezione successiva). Le urne hanno chiuso alle ore 20.00. Secondo i primi dati comunicati dalla Generalitat i votanti sarebbero stati 2.262.000 più 770.000 voti sequestrati dalla Policia Nacional e dalla Guardia Civil, come ricordato dal portavoce della Generalitat Jordi Turull (su circa 5.313.564 aventi diritto); i SÌ sarebbero stati 2.020.000 pari al 90%, mentre i NO sarebbero stati 176.000, cioè il 7,8%. Le cifre sono state poi corrette ufficialmente a 2.286.217 più 770.000 votanti (43,03% degli aventi diritto), con 2.044.038 SÌ (90,18%) e 177.547 NO (7,83%) e 770.000 voti non classificabili perché sequestrati. Il governo centrale spagnolo ha negato ogni validità alla consultazione. A seguito del referendum, la maggioranza indipendentista del Parlamento regionale catalano ha sottoscritto il 10 ottobre 2017 una dichiarazione dei rappresentanti della Catalogna, un testo esclusivamente politico e senza applicazione effettiva, che dichiara la costituzione della Repubblica catalana come Stato indipendente e sovrano.
Il 27 ottobre successivo il Parlamento catalano ha approvato, a scrutinio segreto, una risoluzione per dichiarare la nascita di una Repubblica catalana "come Stato indipendente, sovrano, democratico". Alla votazione non hanno partecipato i rappresentanti di PP, PSC e Ciutadans. Tale dichiarazione d'indipendenza è stata approvata con 70 voti favorevoli, 10 contrari e 2 schede bianche. Da parte sua, il governo nazionale aveva intrapreso, dal 21 ottobre, la procedura per l'applicazione dell'art.155 della Costituzione spagnola, allo scopo di destituire il governo catalano e procedere a nuove elezioni regionali. Il 27 ottobre, dopo la dichiarazione d'indipendenza catalana, il Senato spagnolo ha approvato l'applicazione dell'art. 155 con il conseguente commissariamento della regione, e ha indetto nuove elezioni nella comunità autonoma per il 21 dicembre 2017. Il 31 ottobre, la dichiarazione d'indipendenza è stata sospesa dal Tribunale costituzionale e dichiarata nulla il successivo 8 novembre, in quanto incostituzionale.
Il 28 ottobre 2017, il premier Rajoy assegna le funzioni di Presidente di tale comunità autonoma alla vice presidente del governo Soraya Sáenz de Santamaría, in qualità di Commissario straordinario, fino al 17 maggio 2018, data dell'entrata in carica di Quim Torra, eletto presidente il 14 maggio.

### Violenze durante la consultazione e conteggio dei feriti
Durante la giornata si sono verificati diversi scontri tra le forze dell'ordine e i cittadini recatisi alle urne. Amnesty International e Human Rights Watch hanno criticato "l'uso eccessivo e immotivato della forza da parte della Polizia Nazionale e della Guardia Civil che hanno ferito centinaia di manifestanti pacifici".
Il numero di feriti a seguito degli scontri è stato terreno di scontro tra le parti in causa. La Generalitat ha affermato che 844 persone abbiano contattato il servizio sanitario di emergenza per ferite riportate in seguito agli scontri avvenuti durante la giornata (la maggior parte di queste persone risulta aver riportato ferite non gravi). Un report di CatSalut (il servizio di sanità catalano) stima che il numero di persone assistite dai propri ospedali a seguito di fatti collegati al referendum ammonti a 1.066, delle quali 886 con ferite lievi, 173 con ferite moderate, e 7 con ferite gravi. Il giudice incaricato di investigare le cariche della polizia durante il referendum ha stimato in 218 il numero di feriti nella sola Barcellona.
Il Ministro dell'Interno ha inizialmente dichiarato che 431 agenti sono stati feriti a seguito degli scontri, numero successivamente ridotto prima a 111 dallo stesso Ministero dell'Interno in seguito a un'interrogazione del senatore basco Jon Iñarritu, e poi, durante il Processo agli indipendentisti catalani, a 93 dalla vicepresidente e commissaria straordinaria del Governo di Catalogna Soraya Sáenz de Santamaría del Partito Popolare. Successivamente, in un documento consegnato al giudice incaricato di investigare l'azione delle forze dell'ordine, la Polizia spagnola ha riportato un totale di 40 agenti feriti, tutti per ferite minori, e, per vari agenti, non ha fornito alcun referto medico.

## Quesito referendario

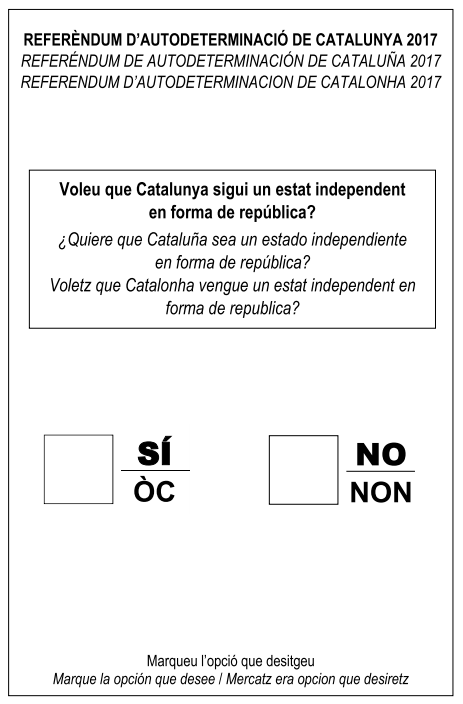
Facsimile della scheda di votazione predisposta al referendum sull'indipendenza della Catalogna del 2017. Il quesito è posto, nell'ordine, in catalano, spagnolo e aranese

Il quesito posto dal referendum, secondo l'articolo 4 della legge regionale catalana istitutiva del referendum, è stato:
(Testo del quesito referendario)
Gli elettori potevano votare Sì o No. La legge regionale catalana prevedeva che, in caso di vittoria del Sì, il Parlamento della Catalogna procedesse con la dichiarazione formale di indipendenza, e che invece, in caso di vittoria del No, venissero convocate elezioni anticipate per rinnovare il Parlamento stesso.

## Risultati
| Opzioni                | Voti      | %      |
| ---------------------- | --------- | ------ |
| Sì                     | 2 044 038 | 90,18  |
| No                     | 177 547   | 7,83   |
| Schede bianche         | 44 913    | 1,98   |
| Totale                 | 2 221 585 | 100,00 |
| Schede nulle           | 19 719    | 0,86   |
| Voti sequestrati       | 770 000   |        |
| Totale votanti         | 2 286 217 | 43,03  |
| Aventi diritto al voto | 5 313 564 |        |

Fonte: Generalitat de Catalunya.